# Volksgarten

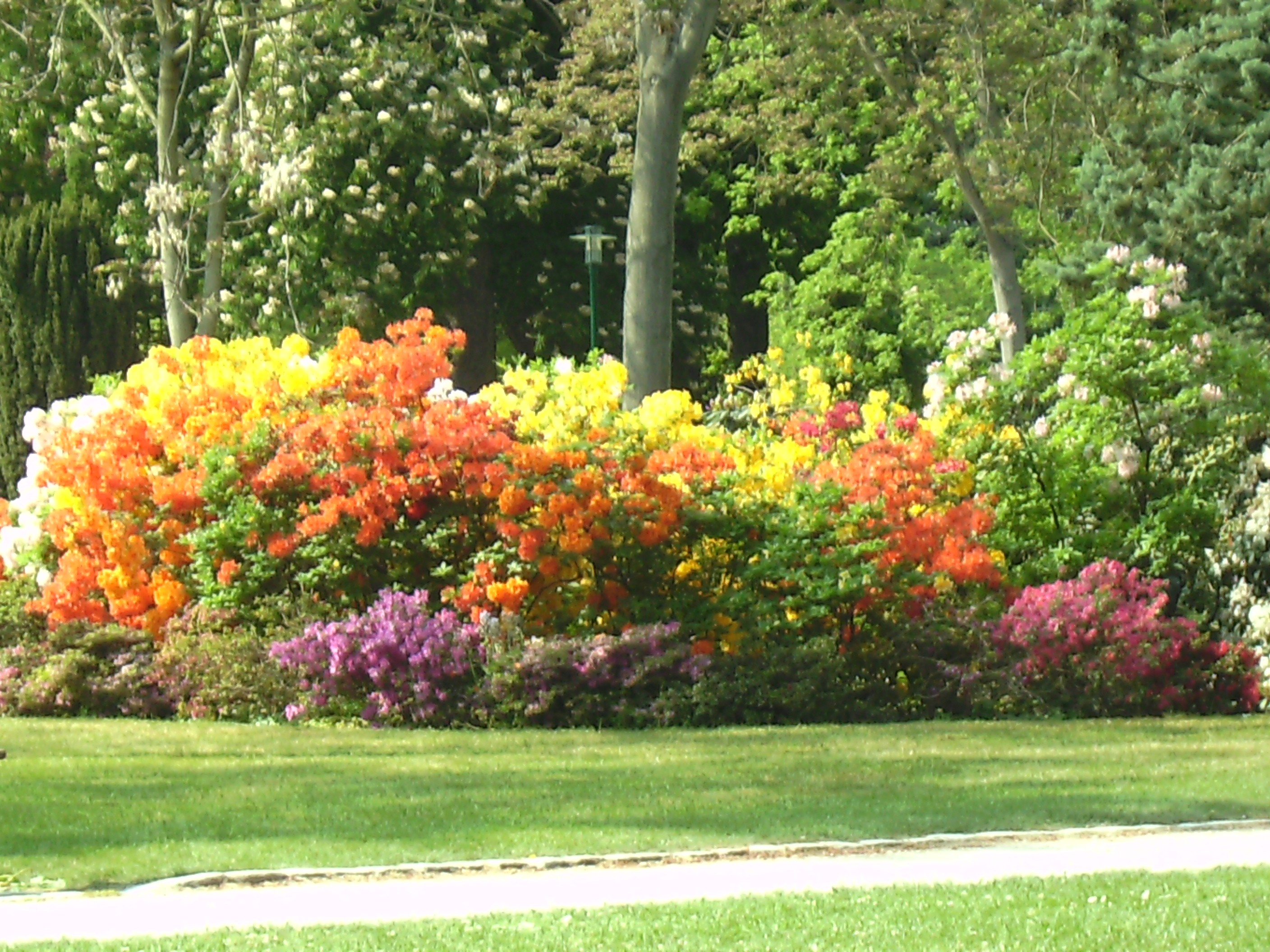
„Pépinière“ – Stadtpark von Nancy

Der Volksgarten bzw. Stadtgarten ist eine Gestaltungsform der öffentlichen Parkanlage, die Ende des 18. Jahrhunderts entstand und Ende des 19. Jahrhunderts zum Volkspark bzw. Stadtpark weiterentwickelt wurde. In der praktischen Anwendung werden die Begriffe nicht unbedingt so trennscharf wie in der Theorie verwendet.
Zweck von Volksgärten und Volksparks ist es, der Bevölkerung in urbanen Räumen Zugang zur Natur und Orte der Erholung zu bieten. Zu ihrer Problematik gehört, dass sie in der Regel dort entstehen (müssen), wo sich Gelände geringeren Bodenwerts (überschwemmungs- oder rutschungsgefährdete Terrains, feudales Restgrün, überalterte Infrastrukturkomplexe etc.) nicht besser verwerten lassen und/oder der Forderung der Bevölkerung nach besserer Grünversorgung so auf einfachste Weise entsprochen werden kann.

## Der Volksgarten
Die Gestaltungsidee der Volksgärten wurde in Deutschland Ende des 18. Jahrhunderts von Christian Cay Lorenz Hirschfeld nach den Grundsätzen des englischen Landschaftsgartens theoretisch entwickelt und von Friedrich Ludwig Sckell über Peter Joseph Lenné bis hin zu Gustav Meyer verfeinert, erstarrte aber auch in schematisch geplanten Formalismen.
Zur Erholung, Bildung und der Erziehung der urbanen Bevölkerung wurden im gesamten deutschsprachigen Raum Parkanlagen von kommunaler Seite, aber auch von den jeweiligen Souveränen geschaffen. Neben Wald- und Wiesenflächen wurden dazu auch Teiche, Wasserspiele, Ruheplätze, Denkmäler und Pavillons angelegt. Ursprünglich handelte es sich zumeist um feudale (Jagd-)Parks, die dem Publikum von aufgeklärten Herrschern geöffnet wurden (etwa im Falle des Wiener Praters und des Augartens), in späterer Folge um eigens geschaffene Anlagen (Beispiel Englischer Garten, München).

## Der Volkspark

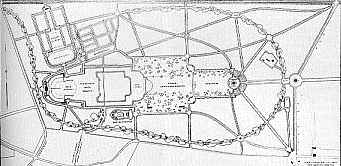
Volkspark Jungfernheide, Berlin (ca. 1920)

Die Idee der Volksparks entstand Ende des 19. Jahrhunderts aus der Kritik am Konzept des Volksgartens. Die neue Auffassung markiert den Übergang von der stark an ästhetischen Kriterien orientierten Gartenkunst vornehmlich nach dem Konzept des englischen Landschaftsgartens zur modernen, nutzerbezogenen Freiraumgestaltung und Landschaftsplanung.
Neu am Volksparkgedanken war insbesondere die Berücksichtigung der Bedürfnisse der städtischen Bevölkerung nach Spiel- und Bewegungsraum, nicht nur zum gesitteten Spazierengehen und Benutzen einiger weniger vorgesehener Vergnügungsplätze. Typisch für Volksparks sind zentrale, große und zusammenhängende, betretbare Spiel- und Sportflächen, entsprechend ein reduziertes Wegenetz (zum Beispiel bei Leberecht Migge auch unter Zulassen von eventuell dadurch entstehenden Trampelpfaden).
Bekannte Gestalter der ersten Volksparks sind beispielsweise Fritz Schumacher und Fritz Encke, weitere Gestalter waren Ferdinand Tutenberg, Leberecht Migge, Harry Maasz.

## Größenvergleich städtischer Grünanlagen

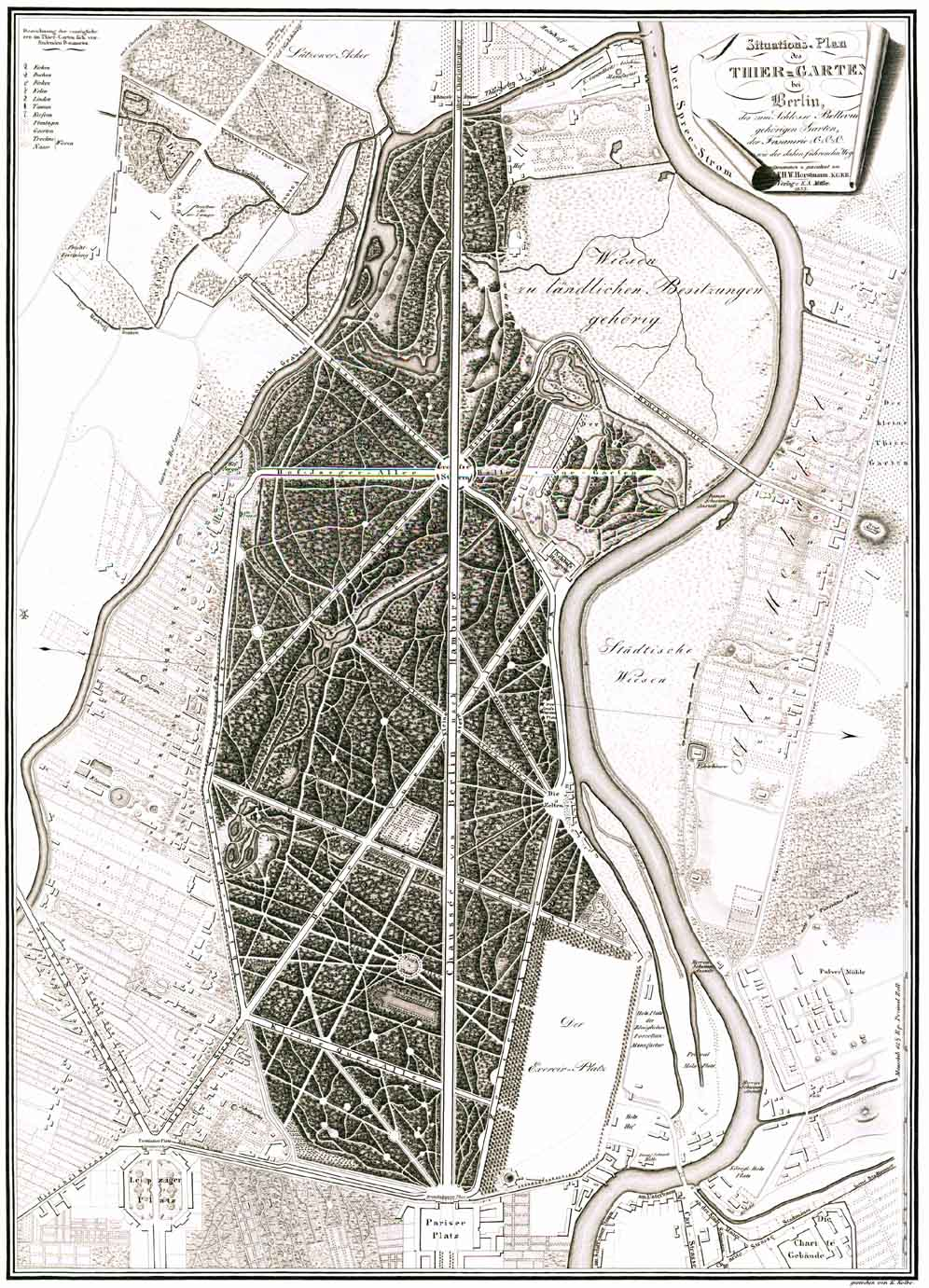
Großer Tiergarten, Berlin (1833)

| Internationaler Größenvergleich | Internationaler Größenvergleich        | Internationaler Größenvergleich |
| Platz                           | Anlage                                 | Größe in km²                    |
| ------------------------------- | -------------------------------------- | ------------------------------- |
| 01                              | Rouge-Nationalpark, Toronto            | 63,00                           |
| 02                              | Nationalstadtpark, Stockholm           | 27,00                           |
| 3                               | Bitza-Park, Moskau                     | 22,00                           |
| 40                              | Richmond Park, London                  | 10,00                           |
| 50                              | Bois de Vincennes, Paris               | 09,95                           |
| 60                              | Amsterdamse Bos, Amsterdam             | 09,35                           |
| 70                              | Sutton Park, Birmingham                | 9,0                             |
| 80                              | Bois de Boulogne, Paris                | 8,5                             |
| 90                              | Äußerer Grüngürtel, Köln               | 8,0                             |
| 100                             | Phoenix Park, Dublin                   | 7,0                             |
| 11                              | Eilenriede, Hannover                   | 6,4                             |
| 12                              | Schlesischer Park, Chorzów/Katowice    | 6,2                             |
| 13                              | Wiener Prater, Wien                    | 6,0                             |
| 14                              | Grünes U, Stuttgart                    | 0.5,6                           |
| 15                              | Golden Gate Park, San Francisco        | 4,1                             |
| 16                              | Stanley Park, Vancouver                | 4,0                             |
| 17                              | Kings Park, Perth                      | 4,0                             |
| 18                              | Friedhof Ohlsdorf, Hamburg             | 03,89                           |
| 19                              | Englischer Garten, München             | 03,75                           |
| 20                              | Tempelhofer Feld, Berlin               | 03,55                           |
| 21                              | Central Park, New York                 | 03,49                           |
| 22                              | Hampstead Heath, London                | 3,2                             |
| 23                              | Borissowa gradina, Sofia               | 03,02                           |
| 24                              | Barmer Anlagen, Wuppertal              | 3,0                             |
| 25                              | Hyde Park & Kensington Gardens, London | 2,5                             |
| 26                              | Großer Tiergarten, Berlin              | 2,1                             |
| 27                              | Altonaer Volkspark, Hamburg            | 02,05                           |
| 28                              | Bürgerpark und Stadtwald, Bremen       | 02,02                           |
| 29                              | Großer Garten, Dresden                 | 1,8                             |
| 30                              | Regent’s Park, London                  | 1,7                             |
| 31                              | Niddapark, Frankfurt am Main           | 01,68                           |
| 32                              | Rheinaue, Bonn                         | 1,6                             |
| 33                              | Stadtpark, Hamburg                     | 1,5                             |
| 34                              | Volkspark Jungfernheide, Berlin        | 1,4                             |
| 35                              | Volkspark Dutzendteich, Nürnberg       | 1,3                             |
| 36                              | Park Babelsberg, Potsdam               | 01,24                           |
| 37                              | Kew Gardens, London                    | 01,21                           |
| 38                              | Glienicker Park, Berlin                | 01,16                           |
| 39                              | Neuer Garten, Potsdam                  | 01,02                           |
| 40                              | Treptower Park, Berlin                 | 00,88                           |
| 41                              | Battersea Park, London                 | 00,83                           |
| 42                              | Volkspark Wuhlheide, Berlin            | 00,79                           |
| 43                              | Volkspark Rehberge, Berlin             | 00,78                           |
| 44                              | Westfalenpark, Dortmund                | 0,7                             |
| 45                              | Rombergpark, Dortmund                  | 00,68                           |
| 46                              | Grugapark, Essen                       | 00,65                           |
| 47                              | Bürgerpark, Bremerhaven                | 00,64                           |
| 48                              | Volkspark Friedrichshain, Berlin       | 00,49                           |
| 49                              | Planten un Blomen, Hamburg             | 00,47                           |

## Liste von Volks- und Stadtgärten
Auswahl repräsentativer Volks- und Stadtgärten im deutschsprachigen Raum (nach der heutigen Benennung, dann nach Stadt sortiert)

### Volksgärten

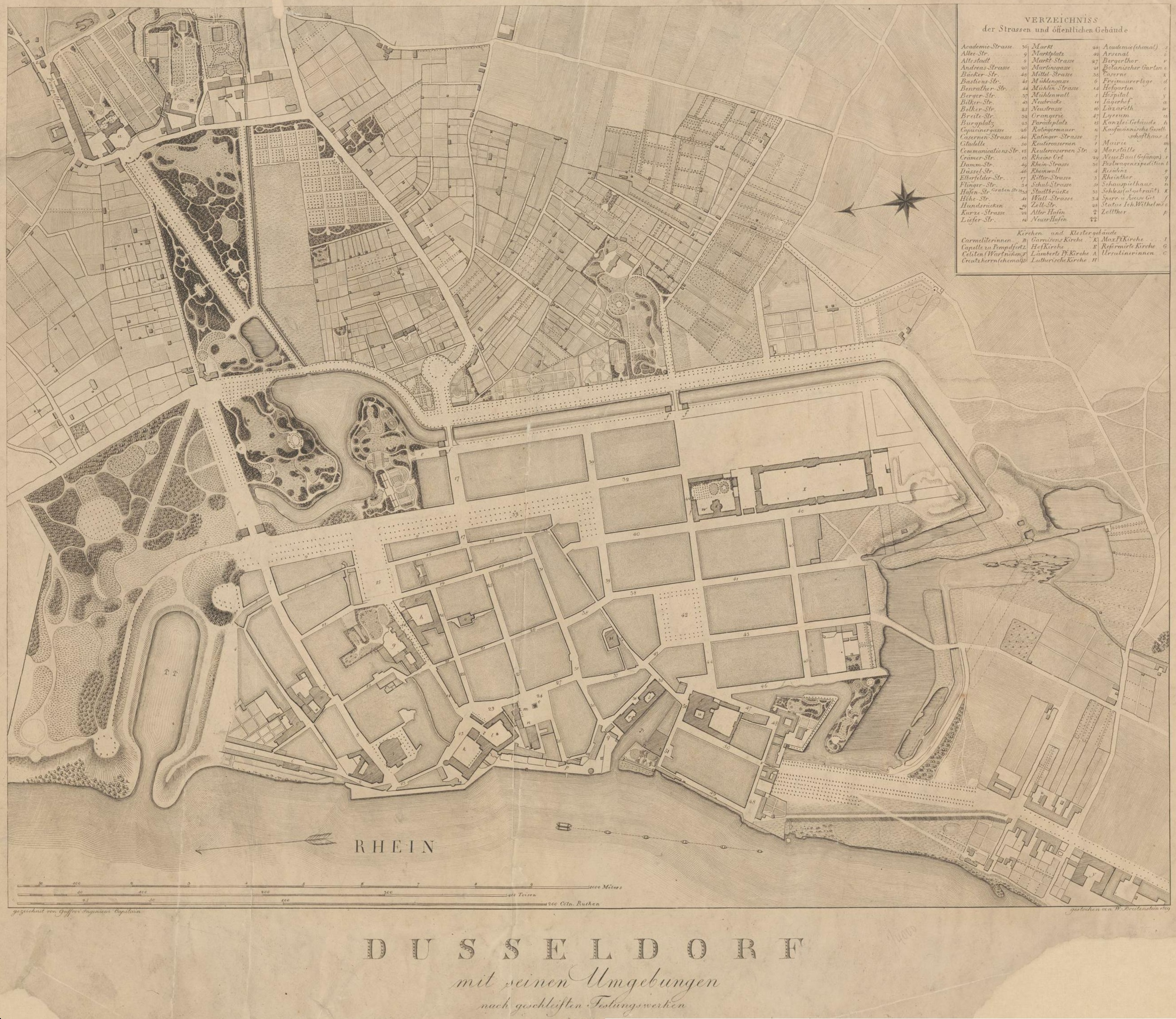
Hofgarten, Düsseldorf (1809)

- Bürgerpark Bremen
- Hofgarten Düsseldorf
- Klosterbergegarten Magdeburg
- Volksgarten Düsseldorf
- Volksgarten Kray (Essen)
- Volksgarten (Köln)
- Volksgarten (Leipzig)
- Volksgarten (Letmathe)
- Volksgarten (Linz)
- Volksgarten Lütgendortmund
- Volksgarten Mengede
- Volksgarten (Mönchengladbach)
- Volksgarten Nymphenburg (München)
- Volksgarten Osterfeld
- Volksgarten (Salzburg)
- Volksgarten Wien
- Volksgarten (Graz)

### Volksparks
- In Bayern
  - Volkspark Dutzendteich
  - Volkspark Marienberg
  - Bürgerpark Theresienstein
- In Berlin:
  - Volkspark Friedrichshain
  - Volkspark Hasenheide
  - Volkspark Humboldthain
  - Volkspark Jungfernheide
  - Volkspark Köpenick
  - Volkspark Malchower See
  - Volkspark Mariendorf
  - Volkspark Prenzlauer Berg
  - Volkspark Rehberge
  - Volkspark Schönholzer Heide
  - Volkspark Wilmersdorf
  - Volkspark Wuhlheide
- In Hamburg:
  - Altonaer Volkspark
  - Wacholderpark Fuhlsbüttel
- In Nordrhein-Westfalen:

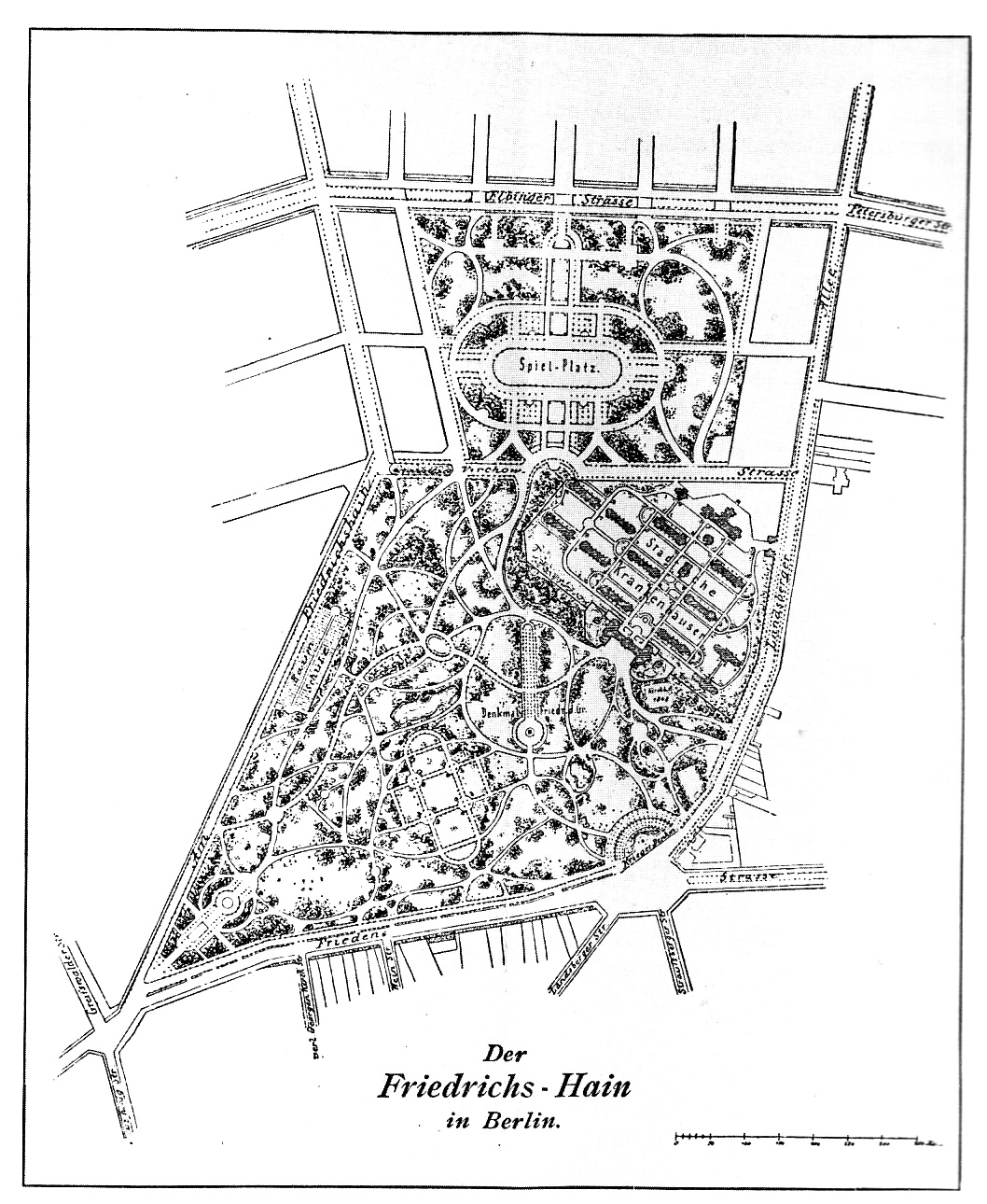
Volkspark Friedrichshain, Berlin (1875)

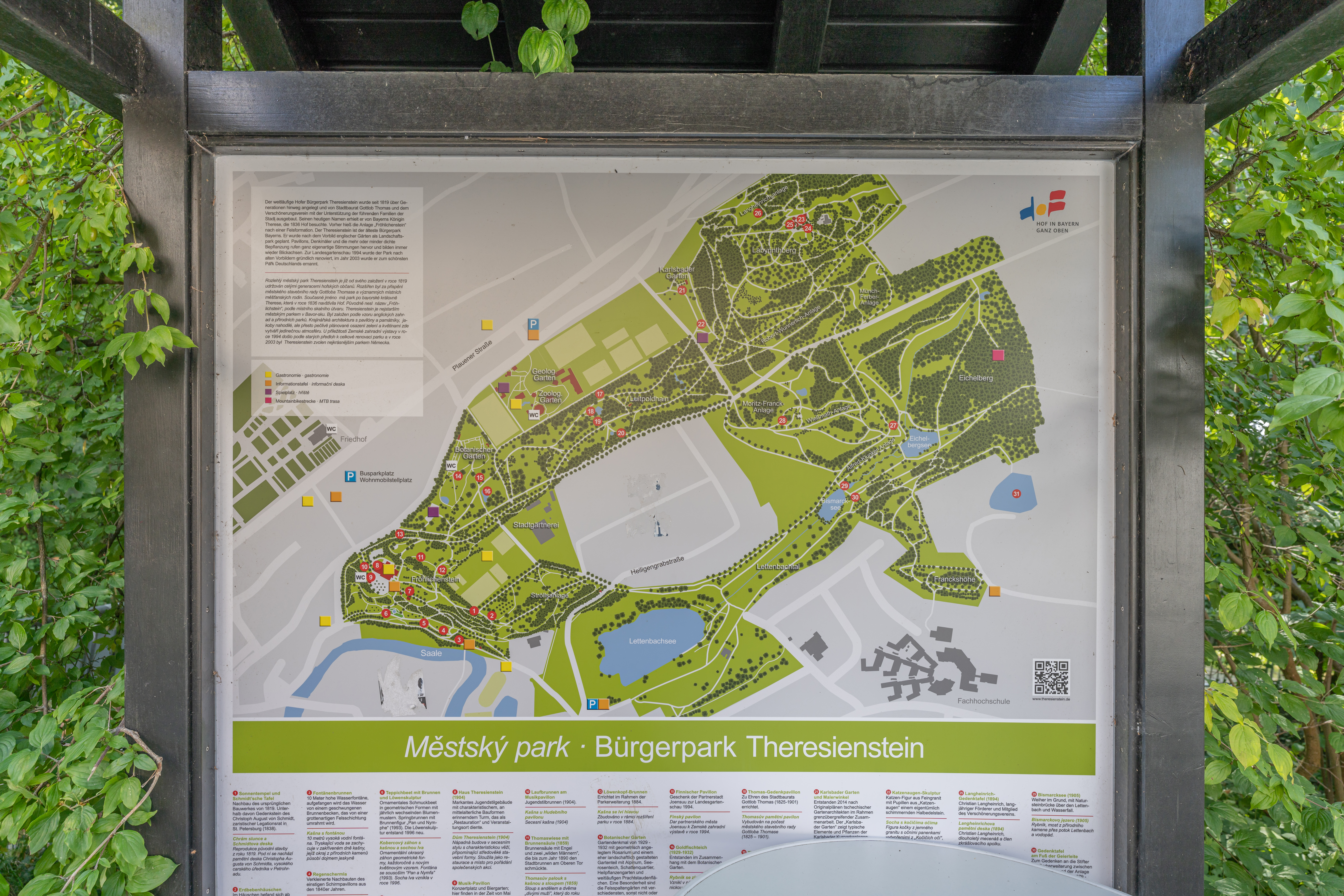
Übersichtskarte des Bürgerpark Theresienstein

  - Fritz-Encke-Volkspark in Köln-Raderthal
  - Volkspark Marl in Marl
  - Kaisergarten am Schloss Oberhausen in Oberhausen
  - Rheinpark Golzheim in Düsseldorf-Golzheim
- In Rheinland-Pfalz:
  - Lützeler Volkspark in Koblenz
  - Volkspark Kaiserslautern in Kaiserslautern
  - Mainzer Volkspark in Mainz
- In Sachsen:
  - Volkspark Räcknitz in Dresden
  - Mariannenpark in Leipzig-Schönefeld
  - Volkspark Kleinzschocher in Leipzig
- In Sachsen-Anhalt
  - Volkspark Westerhüsen in Magdeburg
- In Schleswig-Holstein
  - Volkspark in Flensburg
  - Volkspark in Kiel
- In Thüringen:
  - Volkspark Oberaue
  - Asbach-Grünzug

### Stadtgärten und Stadtparks
- Stadtpark (Bernau bei Berlin)

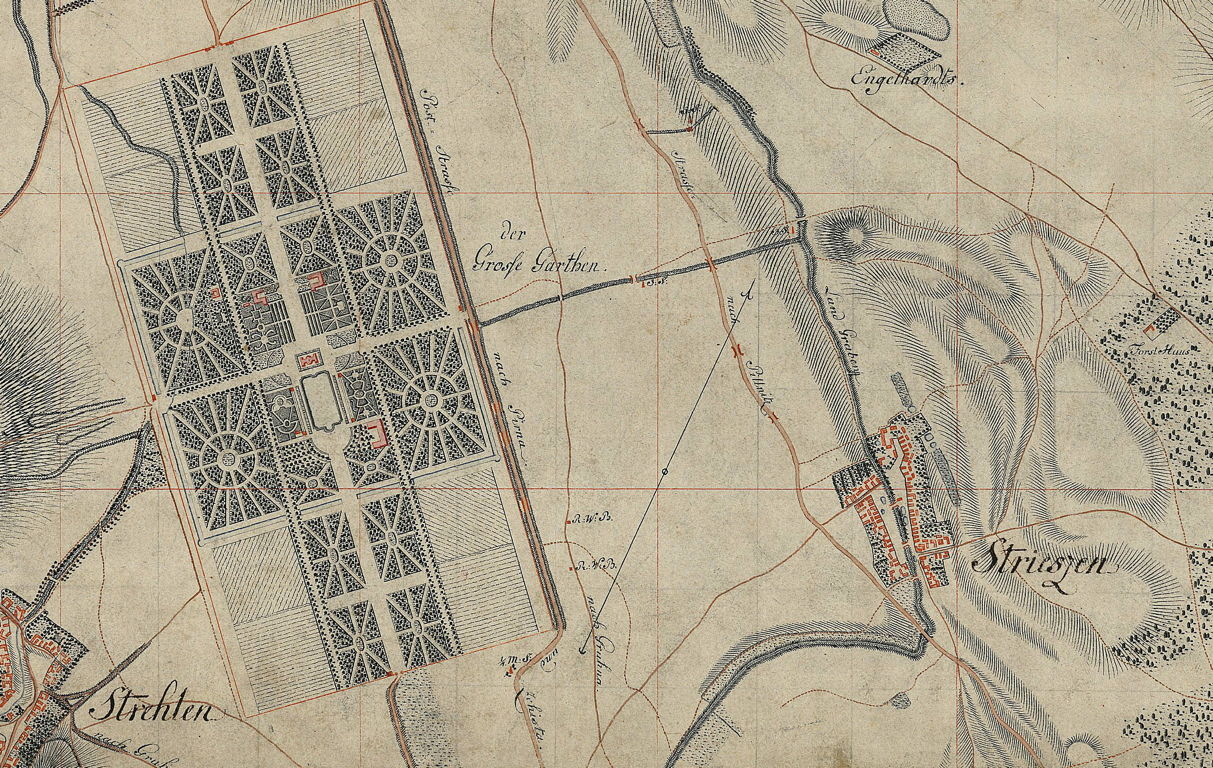
Großer Garten, Dresden (1780)

- Stadtpark Bochum, zweitältester kommunaler Stadtgarten und ältester kommunaler Landschaftsgarten im Ruhrgebiet
- Stadtpark Dessau in Dessau-Roßlau
- Stadtgarten Dortmund, späte Anlegung (1982) auf einen vormals bebauten Grundstück
- Großer Garten (Dresden)
- Stadtgarten Essen, ältester kommunaler Garten im Ruhrgebiet
- Stadtpark (Flensburg)
- Grüneburgpark in Frankfurt
- Stadtpark Fürth
- Stadtpark Gütersloh
- Stadtpark Hain im Süden von Bamberg
- Hamburger Stadtpark und Harburger Stadtpark in Hamburg
- Stadtpark Hannover
- Stadtpark Kempten
- Stadtgarten Köln, Kölns erster neuzeitlicher Park
- Stadtpark Lübeck
- Rotehornpark Magdeburg
- Stadtpark Neue Welt Memmingen
- Pasinger Stadtpark im Westen von München
- Stadtpark Nürnberg
- Stadtpark Regensburg
- Tórshavner Stadtpark in der Hauptstadt der Färöer
- Wiener Stadtpark
- Stadtgarten Winterthur